# Andrew J. Weaver

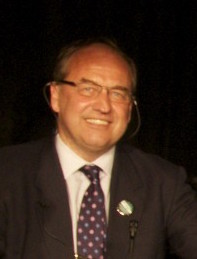
Andrzej Kremer

Andrew J. Weaver (Victoria, 1961) is een Canadees klimatoloog aan de School of Earth and Ocean Sciences (Instituut voor aard- en oceaanwetenschappen) aan de Universiteit van Victoria, Brits-Columbia. Hij is hoofdauteur van een hoofdstuk over wereldwijde klimaatvoorspellingen in het rapport Climate Change 2007: The Physical Science Basis van het Intergovernmental Panel on Climate Change (IPCC). Hij is auteur van een populairwetenschappelijk boek over klimaatverandering: Keeping Our Cool: Canada in a Warming World.
Weaver is benoemd tot Guggenheim Fellow aan de American Meteorological Society, Fellow van de Royal Society of Canada, lid in de Orde van Brits-Columbia en hij behoort tot de top-20 Canadese wetenschappers jonger dan 40 jaar.

## Voetnoten
1. ↑  Andrew Weavers homepage bij de University of Victoria. Gearchiveerd op 21 juli 2021.
2. ↑  IPCC Working Group 1, "Climate Change 2007: The Physical Science Basis", chapter 10: Global Climate Projections. Gearchiveerd op 23 november 2018.
3. ↑  Viking Canada, 2008. ISBN 978-0670068005
4. ↑  Vancouver Sun, August 9, 2009, Opinion, Andrew Weaver, last accessed 20091207